# Miramszah
Miramszah (paszto/urdu: ميرامشاه) – miasto w Pakistanie, w Chajber Pasztunchwa. W 1998 roku liczyło 4361 mieszkańców.